# Чайкув-Пулноцни
Чайкув-Пулноцни (пол. Czajków Północny) — село в Польщі, у гміні Сташув Сташовського повіту Свентокшиського воєводства.
Населення — 571 особа (2011).

## Демографія
Демографічна структура на день 31 березня 2011 року:
|          | Загалом | Допрацездатний вік | Працездатний вік | Постпрацездатний вік |
| -------- | ------- | ------------------ | ---------------- | -------------------- |
| Чоловіки | 292     | 73                 | 194              | 25                   |
| Жінки    | 279     | 57                 | 162              | 60                   |
| Разом    | 571     | 130                | 356              | 85                   |